# Elisa Senß
Elisa Malin Senß (* 1. Oktober 1997 in Oldenburg) ist eine deutsche Fußballspielerin.

## Karriere

### Vereine
Senß begann fünfjährig beim Ahlhorner SV mit dem Fußballspielen. Als C-Jugendspielerin wechselte sie zum VfL Wittekind Wildeshausen und spielte mit der Jungenmannschaft in der Bezirksliga. Nach einer Saison wagte sie den Sprung zur B-Jugendmannschaft des SV Meppen, mit der sie in der Staffel Nord/Nordost der B-Juniorinnen-Bundesliga zwei Jahre lang Punktspiele bestritt. Zur Saison 2014/15 rückte sie in die erste Mannschaft auf, kam jedoch schon am 30. März 2014 (16. Spieltag) beim 1:1-Unentschieden im Auswärtsspiel gegen den Magdeburger FFC mit Einwechslung in der 77. Minute für Kerstin Jäger zu ihrem Zweitligadebüt. Bis zum Saisonende 2017/18 bestritt sie weitere 69 Punktspiele, in denen sie 18 Tore erzielte. In der Premierensaison der nicht in Nord- und Südgruppe unterteilten 2. Bundesliga bestritt sie weitere 26 Punktspiele, in denen sie zwölf Tore erzielte.

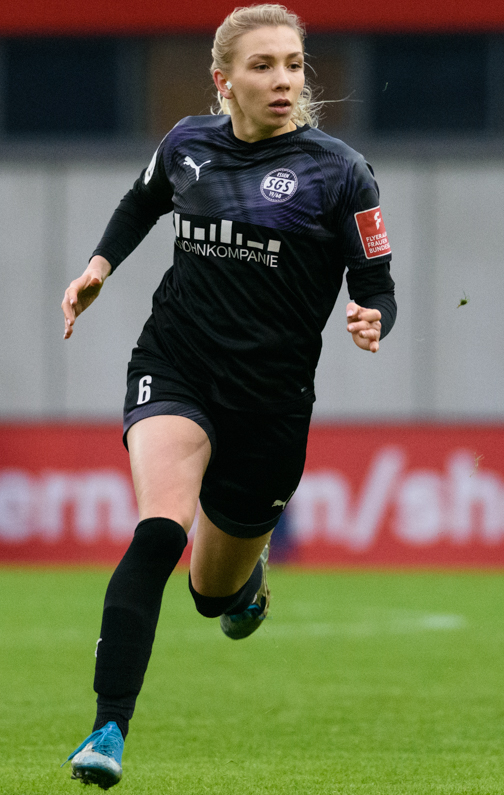
Elisa Senß bei der SGS Essen, 2019.

Zur Saison 2019/20 wurde sie vom Bundesligisten SGS Essen verpflichtet, für den sie zu Beginn alle Saisonspiele bestritt. Ihr Bundesligadebüt am 18. August 2019 im Heimspiel gegen Bayer 04 Leverkusen war vom 3:1-Sieg gekrönt, den ihre Gelbe Karte in der 47. Minute nicht trüben konnte. Wie für den SV Meppen kam sie auch für die SGS Essen in Spielen um den Vereinspokal zum Einsatz und erreichte mit der Mannschaft am 4. Juli 2020 das Finale im Kölner Rheinenergiestadion, das – Pandemie bedingt ohne Zuschauer – mit 2:4 im Elfmeterschießen zugunsten des VfL Wolfsburg entschieden wurde, nachdem es regulär mit 3:3 geendet hatte. Nach drei Jahren als Stammspielerin bei Essen wechselte Senß zur Saison 2022/23 zu Bayer 04 Leverkusen.
Zur Saison 2024/25 wechselte Senß zu Eintracht Frankfurt. Der Vertrag ist gültig bis 2027.

### Nationalmannschaft
Senß kam im fünften Spiel der Gruppe 3 in Liga A der Nations League am 1. Dezember 2023 in Rostock beim 3:0-Sieg über die Nationalmannschaft Dänemarks als Einwechslung für Sara Däbritz in der 46. Minute zu ihrem A-Länderspieldebüt. 2024 wurde sie für den Kader der deutschen Nationalmannschaft für die Olympischen Sommerspiele nominiert. Dort erzielte sie im Vorrundenspiel gegen Sambia ihren ersten Länderspieltreffer zum 4:1-Endstand. Das Tor wurde von den Sportschau-Zuschauern zum Tor des Monats Juli gewählt.
Bundestrainer Christian Wück berief sie im Juni in den Kader für die Fußball-Europameisterschaft der Frauen 2025. Senß stand in allen fünf Spielen in der Startelf und wurde viermal in der Schlussphase ausgewechselt, zuletzt nach dem Rückstand in der Verlängerung des verlorenen Halbfinales gegen Spanien.

## Erfolge
- Olympische Bronzemedaille 2024

## Auszeichnungen
- Tor-des-Monats-Schützin: Juli 2024[7]
- Silbernes Lorbeerblatt: 2024[9]

## Sonstiges
Senß war während ihrer Zeit bei der SGS Essen hauptberuflich als Medizinische Fachangestellte im Universitätsklinikum Essen tätig. Sie ist mit dem Webvideoproduzenten und Fußballspieler Felix Casalino liiert.